# Žemyna Ašmontaitė
Žemyna Ašmontaitė (englisch: Zeymna Asmontaite, geb. 1978) ist eine litauische Schauspielerin. 
2005 spielte Asmontaite in der belgischen Rotlicht-Menschenhandel-Dramaserie Matrioshki – Mädchenhändler die Rolle der Daria. 2010 spielte sie in der litauischen Actionkomödie Shoot ’em Down mit sowie 2023 in dem deutschen Film Paradise mit Iris Berben und Kostja Ullmann.